# Lijst van spelers van N.E.C.
Dit is een lijst van voetballers die minimaal één officiële wedstrijd hebben gespeeld in het eerste elftal van de Nederlandse betaaldvoetbalclub N.E.C..

## A
- Carlos Aalbers
- Naïm Aarab
- Yassine Abdellaoui
- Bert Abels
- Ali Akman
- Anass Achahbar
- Furkan Alakmak
- Suently Alberto
- Norbert Alblas
- Shapoul Ali
- Rémy Amieux
- Marcel Appiah
- Berry Arends
- Sjoerd Ars
- Arno Arts
- D'Leanu Arts
- Maarten Atmodikoro
- Mich d'Avray
- Taiwo Awoniyi
- Patrick Ax

## B
- Rein Baart
- Youri Baas
- Gábor Babos
- Admir Bajrovic
- Thibo Baeten
- Andri Baldursson
- Bas Bakker
- Édgar Barreto
- Gerrit-Jan Barten
- Thomas Beekman
- Leo Beerendonk
- Roy Beerens
- Bennie Bellink
- Jaap van den Berg
- Joey van den Berg
- Jhon van Beukering
- Moises Bicentini
- Remko Bicentini
- Stan Bijl
- Janio Bikel
- Wout van Blijderveen
- Kevin Bobson
- Krzysztof Bociek
- Ger Bongers
- Herbert Bönnen
- Wilfried Bony
- Mark van den Boogaart
- Yvandro Borges Sanches
- Zoran Borojevic
- Mathias Bossaerts
- Rein Bosch
- Rachid Bouaouzan
- Saïd Boutahar
- Daan Bovenberg
- Jan van Boxtel
- Ruud Boymans
- Nico de Bree
- Bart van Brakel
- Sven Braken
- Mattijs Branderhorst
- Gregor Breinburg
- Michel Breuer
- Ilias Bronkhorst
- Wilfried Brookhuis
- Jordy Bruijn
- Kevin Bukusu
- Ned Bulatović
- Chiel Burgers
- Mitchell Burgzorg
- Lorenzo Burnet
- Robin Buwalda
- Bart Buysse

## C
- Bill Canword
- Willy Carbo
- Geoffrey Castillion
- Cihat Çelik
- Thomas Chatelle
- Tjaronn Chery
- Jasper Cillessen
- Ibrahim Cissoko
- Pavel Čmovš
- Pieter Collen
- Kevin Conboy
- Gino Coutinho
- Willy Cornelissen
- Gonzalo Crettaz
- Vito van Crooij
- Ulrich Cruden
- Wim van Cuijk
- Cees Cuijten
- Gabriël Çulhacı

## D
- Tom Daemen
- Argyris Darelas
- Brahim Darri
- Dimitri Davidović
- Theo Dams
- Adilson Ben David Dos Santos
- Lorenzo Davids
- Jan van Deinsen
- Bennie Dekker
- Chris Dekker
- Joris Delle
- Frank Demouge
- Romano Denneboom
- Nol Derksen
- Bahnou Diarra
- Patrick van Diemen
- René Dijckmans
- Mart Dijkstra
- Michael Dikken
- Landry Dimata
- Daan Disveld
- Tarik Divarci
- Björn van der Doelen
- Jo Donkers
- Ger Donners
- Theo van Doorneveld
- Bas Dost
- Nol Dreis
- Karel Driessen
- Pierre Driessen
- Jeroen Drost
- Ferdy Druijf
- Lance Duijvestijn
- Marco van Duin
- Mikkel Duelund
- Dario Đumić
- Mari van den Dungen
- Mikael Dyrestam

## E
- Chris Eagles
- Arjan Ebbinge
- Joost Ebergen
- Bart van den Eede
- Frans Eggenkamp
- Rens van Eijden
- Emiel van Eijkeren
- Dick Eijlander
- Youssef El Akchaoui
- Morad El Haddouti
- Moestafa El Kabir
- Youssef El Kachati
- Souffian El Karouani
- Wim Elbers
- Ejo Elburg
- Kenny Elders
- Juul Ellerman
- Raymon van Emmerik
- Kristján Gauti Emilsson
- Márton Eppel
- Henk van Erp
- Daan van Essen

## F
- Ernest Faber
- Karim Fachtali
- Erik Falkenburg
- Anton Fase
- Erton Fejzullahu
- Daniel Fernández Artola
- Zian Flemming
- André Fomitschow
- Navarone Foor
- Jan Formannoy
- Gerard Francissen
- John Frandsen
- Fabian de Freitas

## G
- Mitchell van der Gaag
- Dick van Gameren
- Stijn van Gassel
- John van Geenen
- Desmond Gemert
- Dennis Gentenaar
- Leroy George
- Herman Gerdsen
- Gerrie Gerrits
- Ben Gerritsen
- Patrick Geurts
- Chris Geutjes
- Bert Gieben
- Jack de Gier
- Andreas Gliatis
- Fabian Gmeiner
- Wojciech Golla
- Rober González
- Jan Goossens
- John Goossens
- Richard Goulooze
- Dejan Govedarica
- Maurice Graef
- Giovanni Gravenbeek
- Danzell Gravenberch
- Henk Grim
- Eric Groeleken
- Arnaut Groeneveld
- Ronnie de Groot
- Roy Grootaert
- Dammyano Grootfaam
- Guillano Grot
- Jay-Roy Grot
- Sherwin Grot
- Maurice Gubbels
- Percy Guerin
- Rodrigo Guth

## H
- Julian von Haacke
- Ralf de Haan
- Tobias Haitz
- Hannes Þór Halldórsson
- Piet Hamberg
- Sontje Hansen
- Nico Hanssen
- Hicham Haouat
- Rob Hasselbach
- Gerdo Hazelhekke
- Cees Heerschop
- Pascal Heije
- Piet van der Heijden
- Lodewijk van der Heijden
- Fred Heijnen
- Michael Heinloth
- Albert Helsper
- Christoph Hemlein
- Henk Hendriks
- Henk Hendriks
- Jos Hendriks
- Marc Hendriks
- Michael Hendriks
- Peter Hendriks
- Peter Hendriks
- Roel Hendriks
- Ronald Hendriks
- Thijs Hendriks
- Leo Hermsen
- Piet Hermsen
- Youssouf Hersi
- Danny Hesp
- Jeroen Heubach
- Serge Heuveling
- Guus Hiddink
- Michael Higdon
- Mees Hoedemakers
- Danny Hoekman
- John Hoeks
- Guus Hoevenberg
- Thijs van Hofwegen
- Brett Holman
- Willy de Hond
- Jan Hoogendoorn
- Henk Hoogstraten
- Niek Hoogveld
- Ádám Hrepka
- Gorgi Hristov
- Piet Hubers
- Anthony Hudson
- Ben Hulshoff
- Rob Hutting

## I
- Abdisalam Ibrahim

## J
- Jaap Jacobs
- Alireza Jahanbakhsh
- Rangelo Janga
- Paul Jans
- Bart Jansen
- Gerrie Jansen
- Kevin Jansen
- Theo Jansen
- Stefan Jansen
- Wim Jansen
- Anton Janssen
- Frans Janssen
- Tim Janssen
- Cas Janssens
- Jakob Jantscher
- Jürgen Jendrossek
- Collins John
- Karl-Johan Johnsson
- Dick Jol
- Brad Jones
- David Jones
- Marco de Jong
- Theo de Jong
- Bas Joosten
- Patrick Joosten
- Guus Joppen

## K
- Ferdi Kadıoğlu
- Guido van de Kamp
- Piet Kamps
- Ton Kamps
- Todd Kane
- Charles Kazlauskas
- Marlon Keizer
- Benito Kemble
- Ab Kentie
- Toon Kersten
- Cees Kick
- Jan Kilkens
- Benjamin Kirsten
- Dominique Kivuvu
- Ben Klein Goldewijk
- Joop de Klerk
- Wilco Klop
- Milano Koenders
- Frans Koenen
- Bas de Kok
- Simon Kok
- Henk Koning
- Marcel Koning
- Jeffrey Kooistra
- Patrick Koolen
- Pedro Koolman
- Ryan Koolwijk
- Gerard Koopman
- Cees Kornelis
- Hennie Kornelis
- Willem Korsten
- Janusz Kowalik
- Mark Kraayvanger
- Joris Kramer
- Piet Krebbers
- Kees Krijgh
- Chris Kronshorst
- Leo Kuhnen
- Bas Kuipers
- David van Kuppeveld
- Günther Kurek
- Josef Kvída

## L
- Leroy Labylle
- Piet Lagarde
- Wim Lakenberg
- Tjeerd van 't Land
- Jellert Van Landschoot
- Michel Langerak
- Steeven Langil
- Jordan Larsson
- Terry Lartey Sanniez
- Bart Latuheru
- Cayfano Latupeirissa
- Hanky Leatemia
- Marcel Lebbink
- Joepke Leenders
- Joop Leidekker
- Jeffrey Leiwakabessy
- Rob Lelieveld
- Jeremain Lens
- Tijn van Lier
- Anthony Limbombe
- Cees van der Linden
- Joep van der Linden
- Wim van der Linden
- Bryan Linssen
- Henk Liotart
- Youri Loen
- Jan Lohman
- Cees Lok
- Tom van de Looi
- Stijn de Looijer
- Gerard Louwers
- Sam Lundholm
- Lefteris Lyratzis

## M
- Harald Maassen
- Luuk Maes
- Djimmy Makasu
- Roberto Marchetti
- Eugène Marijnissen
- Pedro Marques
- Iván Márquez
- Magnus Mattsson
- Stefan Mauk
- Kévin Mayi
- Henk Medik
- Pim van de Meent
- Appie Meeuwissen
- Pauke Meijers
- Paul Meijers
- Wim Meijers
- Danny van den Meiracker
- Willy Melchers
- Ad Mellaard
- Arnold Merckx
- Paul Merkx
- Muhammed Mert
- Ali Messaoud
- Pavel Mikhalevitch
- Toon Mijling
- Virgil Misidjan
- Dave Mitchell
- Kevin Moeliker
- Bart Möhlmann
- Ruud Molenaar
- Michel Mommertz
- Sjaak Monsma
- Paco van Moorsel
- Ratislav Mores
- Chaimil Mormon
- Hans Mulder
- Dick Mulderij
- Felix Muller
- Anthony Musaba

## N
- Muslu Nalbantoğlu
- Mike Trésor Ndayishimiye
- Jef de Neeling
- Toon Nelemans
- Luc Netten
- Andrzej Niedzielan
- Lasse Nielsen
- Marcel Nijenhuis
- Daniël Nijhof
- Stef Nijland
- Wienie Nillessen
- Dennis de Nooijer
- Saidi Ntibazonkiza
- Bram Nuytinck

## O
- Cas Odenthal
- Reagy Ofosu
- Koki Ogawa
- Jonathan Okita
- Lars Olden Larsen
- Jonas Olsson
- Başar Önal
- Terell Ondaan
- Mark Oosterhof
- Henny Oosterveld
- Edo Ophof
- Theo Orth
- Syb van Ottele
- Mark Otten
- Thomas Ouwejan
- Tom Overtoom
- Sami Ouaissa
- Segun Owobowale
- Mike Owusu
- Quincy Owusu-Abeyie

## P
- Cees Paauwe
- Victor Pálsson
- Julius Pattipeiluhu
- Ted van de Pavert
- Frans Paymans
- Nick Paymans
- Jos Peeters
- Bob Pellen
- Brayann Pereira
- Jan Peters
- Jo Peters
- Marc Peters
- Miel Pijs
- Melvin Platje
- Bert van de Pol
- Hans Posthumus
- Patrick Pothuizen
- Oleg Poutilo (Aleh Poetsila)
- Duncan Pratt
- Cor Prein
- Alexander Prent
- Manfred Priewe
- Dirk Proper
- Tomislav Prosen
- Frits van Putten
- Peter van Putten

## R
- Arek Radomski
- Evert Radstaat
- Roger Raeven
- Mohamed Rayhi
- Tini van Reeken
- Gerrie Reijnen
- Maikel Renfurm
- Eugène Rensen
- Peter Ressel
- Pierre van Rhee
- Søren Rieks
- René van Rijswijk
- Teun van Ringelenstein
- Marcel Ritzmaier
- Robin Roefs
- Marco Roelofsen
- Carel Roes
- Mihai Roman
- Ole Romeny
- Hennie de Romijn
- Dennis Rommedahl
- Bart van Rooij
- Wim van Rooij
- Bas Roorda
- Geert Arend Roorda
- Henk Roos
- Kelle Roos
- André Roosenburg
- Mathias Ross
- Nils Rossen
- Ivo Rossen
- Youssef Rossi
- Eric van Rossum
- Jan Ruijs
- Tiny Ruijs
- Boebi Ruiter
- Joop Ruiter
- Pedro Ruiz

## S
- Paolo Sabak
- Dževdet Šainovski
- Perry Salet
- Hans Salfischberger
- Manuel Sánchez Torres
- Kodai Sano
- Philippe Sandler
- Christian Santos
- Jeffrey Sarpong
- Yousri Sbai
- Harry Schellekens
- Ramon Schenkhuysen
- Jo Schipperheijn
- Bertus Schoester
- Dominique Scholten
- Lasse Schöne
- Sandy Schreur
- Heini Schreurs
- Jos Schriever
- Ron Schrievers
- Dennis Schulp
- Marchanno Schultz
- Jari Schuurman
- Job Schuurman
- Resit Schuurman
- Peter Selbach
- Ayman Sellouf
- Dieter Sevens
- Frans Sewalt
- Theo Sewalt
- Kento Shiogai
- Bas Sibum
- Jeu Sijbers
- Jarda Šimr
- Khalid Sinouh
- Jo Sip
- Joey Sleegers
- Albert van der Sleen
- Theo Slijkhuis
- Joep van der Sluijs
- Cor Smit
- Joshua Smits
- Cor Smulders
- Evander Sno
- Ferne Snoyl
- Eddy Sobczak
- Jörg Sobiech
- Selim Can Sönmez
- Sylla Sow
- Gary Spier
- Harry Spijkerbosch
- Frans Stallen
- Jo Steenhuis
- Samuel Štefánik
- Erik Stock
- Pleun Strik
- Frank Sturing
- Marcel Stutter
- Arno van Suilen
- Antti Sumiala
- Ulrich Surau
- Zoltán Szélesi

## T
- Jasar Takak
- Oussama Tannane
- Elayis Tavşan
- Jan Teuwsen
- Dani Theunissen
- Jeffrey van Thiel
- Frans Thijssen
- René van Tilburg
- Tininho
- Joël Tshibamba
- Ayhan Tumani
- Zico Tumba
- Jordy Tutuarima

## V
- Krisztián Vadócz
- José Valencia
- Günther Vanaudenaerde
- Mike Vanhamel
- Nico Veeken
- Nick van der Velden
- Etien Velikonja
- Hans Venneker
- Calvin Verdonk
- Lambert Verdonk
- Hans Verhagen
- Ben Verhoeven
- Mark Verhoeven
- Theo Vermeulen
- Marnick Vermijl
- Theo Versteegen
- Bob Verweij
- Javier Vet
- Juan Viedma Schenkhuizen
- John Vievermans
- Eugène van Vijfeijken
- Dries Visser
- Richard Visser
- Sije Visser
- Henk Vleeming
- Björn Vleminckx
- Johan Vlietstra
- Wout Vogel
- Rick ten Voorde
- Roland Vroomans
- Danny Vukovic

## W
- Jasper Waalkens
- Jan-Geert Wagenaar
- Hans Wanders
- Carlos van Wanrooij
- Kevin Wattamaleo
- Henk Waterman
- Gerard Weber
- Chris van der Weerden
- Erik Wegh
- Bastian Weiser
- Niels Wellenberg
- Dick Wennink
- Sven Werkhoven
- Sai van Wermeskerken
- Ben Werts
- Theo ten Westeneind
- Wim Westerlaken
- Joke Weustink
- Rob Wielaert
- Piet Wijnberg
- Frank Wijnhoven
- Edwin de Wijs
- Ton Wildenbeest
- Nathaniel Will
- Henk Willems
- Jetro Willems
- Teun Willemse
- Toon Willemse
- Bert Willemsen
- Theo Willemsen
- Brian Wilsterman
- Wim de Winther
- Peter Wisgerhof
- Henk Wiskamp
- Derk-Jan de Wit
- Mathias De Wolf
- Randy Wolters
- Kees van Wonderen
- Theo Worbst
- Rutger Worm
- Lucas Woudenberg
- Wim Woudsma
- Wim Wouterse
- Nick Wullings

## X
- Grad Xhofleer

## Z
- Género Zeefuik
- Oliver Zelenika
- Niki Zimling
- Wim van Zinnen
- Ramon Zomer
- Mike Zonneveld
- Johan Zuidema
- Ben Zweers